# 淑村镇
淑村镇，是中华人民共和国河北省邯郸市武安市下辖的一个乡镇级行政单位。

## 行政区划
淑村镇下辖以下地区：
淑村、西淑村、中流泉村、下流泉村、北大社村、邵庄村、白马寺村、白沙村、云台村、北三乡村、南正峪村、野河村、胡峪村、新铺上村、吴家庄村、暴家庄村、马家峧村、拐头山村、孟家场村、董二庄村和上流泉村。